# Peter Hussing
Peter Hussing (15 de mayo de 1948 - 8 de septiembre de 2012) fue un boxeador campeón de peso pesado de Alemania Occidental. Nació en Brachbach, Sieg. Aunque era uno de los favoritos en el Campeonato Europeo de Katowice, en 1975, fue knoqueado por Andrzej Biegalski de Polonia, que luego se convirtió en el campeón. En 1979, en Colonia, Hussing se convirtió en el campeón de Europa. También representó a Alemania Occidental en los Juegos Olímpicos de Los Ángeles 1984, donde fue eliminado en los cuartos de final a manos de Aziz Salihu de Yugoslavia.